# Skittles (slik)
Skittles er en type slik, der består af en sukkerskal og frugtsmag. I Danmark sælges de kun i enkelte butikker. Skittles produceres af Mars Incorporated. Oprindeligt var det dragépastiller med frugtsmag, men i dag findes også mange andre smagsvarianter, samt en tyggegummiversion baseret på slikket. Skittles, der sælges i Nord-Amerika er tilsat gelatine, hvilket ikke tilsættes i Europa, og smagen vil derfor variere.

## Forskellige varianter
- Original (rød pakke) – Frugtsmag. (Appelsin, Citron, lime, jordbær og solbær)
- Wild berry (lilla pakke) – Smag af vilde bær. (Hindbær, kirsebær, jordbær, punch, melon)
- Tropical (blå pakke) – Smag af tropisk frugt. (Banan, kiwi og lime, jordbær og vandmelon, mango og fersken, punch)
- Smoothie mix (rosa pakke) – Smag af smoothie.
- Skittles sour (grøn pakke) – Sure skittles.
- Xtreme fruit (ikke tilgængeligt endnu) – Smag af eksotiske frugter.

Solbærsmagen er byttet ud med druesmag i USA og Canada.